# 網絡探究
網絡探究(，亦作Internet Quest)，又譯网络主题探究、探索網站等，是一種由美國加州聖地牙哥州立大學的杜博禮教授(Bernie Dodge)於1996年發明的培養學童思考方法。它是一種以探究為本(Inquiry-based Learning)的嶄新學習方式，讓學生透過在網路上搜尋相關的資訊去解決問題，從而達至鼓勵學生學會學習的目的。由於網絡探究還是一個比較新的概念，所以現時相關的書還比較少。
根據杜博禮教授當年所發表的原文，網絡探究是一種「以探究為本的活動。在這活動中，部份或所有學習者要處理的資訊都來自互聯網上的資源。有時亦可輔以視像會議」另外，根據 BestWebQuests.com 的建議，在確保能令學生培養解難的方法，在網絡探究的題目內必須有一定的高層次思考問題。

## 特色
- 非同步學習達成

## 架構
基本上，一個網絡探究的網頁應有以下各個部份：

## 一個好的WebQuest的條件
- 要有清晰的評分準則 (Rubrics)
- 要有清晰的指引
- 能夠透過異質分組來促進組員之間的合作

## WebQuest 方法论的发展
为了给使用者带来更加深入和交互式的体验，WebQuest 方法论已经被介绍应用于在三维虚拟世界第二人生裡的语言教学。

## 外部連結
- WebQuest 主頁 （页面存档备份，存于） (英語)
- WebQuest Portal （页面存档备份，存于） (英語)
- 處理信息的六種能力 （页面存档备份，存于） (英語)
- WebQuest 評鑑表 （页面存档备份，存于） (英語)
- 惟存教育：网络主题探究 (WebQuest) （页面存档备份，存于）
- Using WebQuests to Meet the Needs of All Learners, by Lalia J. Richman （页面存档备份，存于） (英語)
- WebQuest 例子：
  - 香港大學教育學院 何謂WebQuest? （页面存档备份，存于）
  - 香港中文大學教育學院 WebQuest 資源庫
  - 香港教育學院 WebQuest 學生作品(小學) （页面存档备份，存于）
  - “狮城旅者”教学网站
- 佛教茂峰法師紀念中學：WebQuest網絡探索教學研究計劃
- WebQuest 「軟件」
  - 一個聲稱可幫助教師建立WebQuest的開源軟件 （页面存档备份，存于）
- WebQuest 講座
  - 香港教育統籌局：培養分析與判斷能力的網絡探究(WebQuest)設計模式[永久]